# Barušići (żupania primorsko-gorska)
Barušići – wieś w Chorwacji, w żupanii primorsko-gorskiej, w gminie Malinska-Dubašnica. W 2011 roku liczyła 25 mieszkańców.